# Dictionnaire de Botanique
Dictionnaire de Botanique (abreviado Dict. Bot.) fue un libro ilustrado con descripciones botánicas que fue editado por el botánico francés Henri Ernest Baillon. Se publicó  en cuatro tomos en los años 1876-1892.